# Black Mass - L'ultimo gangster
Black Mass - L'ultimo gangster (Black Mass) è un film del 2015 diretto da Scott Cooper.
Il film, con protagonista Johnny Depp nei panni del criminale James Bulger, è l'adattamento cinematografico del libro del 2001 Black Mass, scritto da Dick Lehr e Gerard O'Neill.

## Trama
A metà degli anni settanta, James Bulger diventa il leader della Winter Hill Gang e combatte la famiglia italiana degli Angiulo sugli affari illegali di South Boston. John Connolly, agente dell'FBI, propone a Bulger un'alleanza che permetterà a Connolly di fare carriera e a Jimmy di eliminare gli Angiulo e prendere il comando della città.

## Produzione
Inizialmente il regista scelto per dirigere il film era Barry Levinson, ma successivamente viene sostituito da Scott Cooper.

### Riprese
Le riprese, il cui budget è stato di circa 53 milioni di dollari, del film sono iniziate il 19 maggio 2014 a Boston, nel quartiere di Dorchester e sono terminate il 1º agosto successivo.

### Cast
Per il ruolo di Billy Bulger era stato scelto l'attore Guy Pearce, sostituito nel maggio 2014 da Benedict Cumberbatch. L'attrice Sienna Miller ha interpretato il ruolo di Catherine Greig, fidanzata di Bulger, ma nella fase di montaggio la sua parte è stata tagliata per esigenze narrative.

## Promozione
Il primo trailer del film viene diffuso il 23 aprile 2015, seguito dalla versione italiana.

## Distribuzione
Il film è stato presentato in anteprima mondiale, fuori concorso, alla 72ª Mostra internazionale d'arte cinematografica di Venezia il 4 settembre 2015.
La pellicola è stata distribuita nelle sale cinematografiche statunitensi a partire dal 18 settembre 2015, mentre in Italia dall'8 ottobre 2015.

## Riconoscimenti
- 2016 - Screen Actors Guild Award[13]
  - Candidatura per il miglior attore a Johnny Depp
- 2015 - Hollywood Film Awards[14]
  - Miglior attore rivelazione a Joel Edgerton
  - Miglior montatore a David Rosenbloom
- 2016 - Satellite Award[15]
  - Candidatura per il miglior film
  - Candidatura per il miglior attore a Johnny Depp
  - Candidatura per la miglior sceneggiatura non originale a Jez Butterworth e Mark Mallouk
- 2015 - Critics' Choice Movie Award[16]
  - Candidatura per il miglior attore a Johnny Depp
  - Candidatura per il miglior trucco e parrucco
- 2015 - Washington D.C. Area Film Critics Association Awards[17]
  - Candidatura per il miglior attore a Johnny Depp